# Rhododendron alutaceum
Rhododendron alutaceum es una especie de planta de la familia de las ericáceas. Es originaria de Tíbet y sudoeste de China (Sichuan, Xizang, y Yunnan), donde crece a una altitud de 3200–4300 metros.

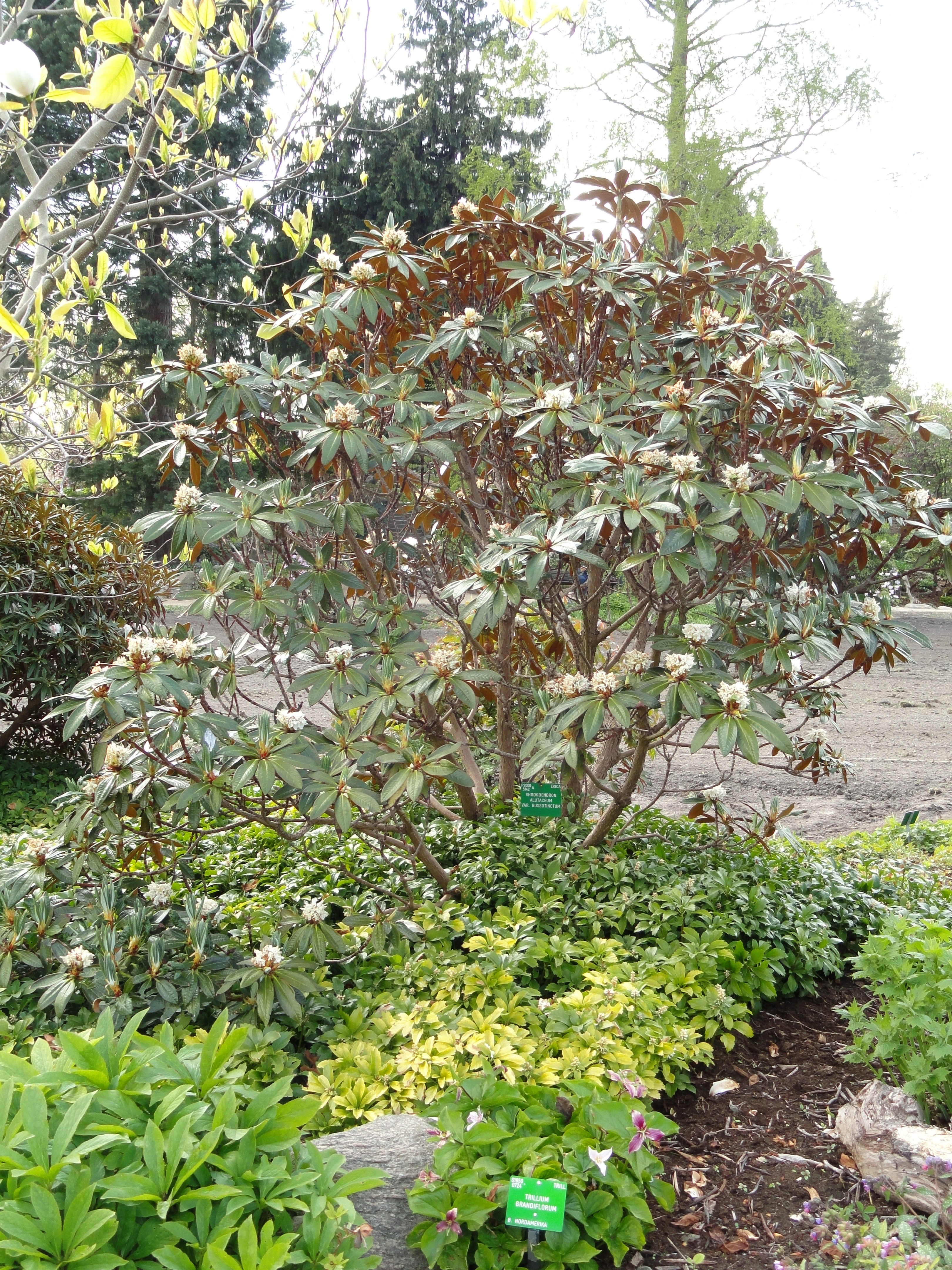
Detalle de planta

## Descripción
Es un arbusto que alcanza un tamaño de 1.5–4 m de altura, con gruesas hojas coriáceas que son oblongas y ampliamente lanceoladas, de 5–14 por 1.5–3.5 cm de tamaño. Las flores son de color blanco a rosa, con manchas de color carmesí y mancha basal rojo púrpura.

## Taxonomía
Rhododendron alutaceum fue descrita por Balf.f. & W.W.Sm. y publicado en Notes from the Royal Botanic Garden, Edinburgh 10(47–48): 81–83. 1917.
Etimología
Rhododendron: nombre genérico que deriva de las palabras griegas ῥόδον, rhodon = "rosa" y δένδρον, dendron = "árbol".
alutaceum: epíteto latino que significa "de color marrón amarillento pálido".
Variedades
- R. alutaceum var. alutaceum
- R. alutaceum var. iodes (Balf. f. & Forrest) D.F. Chamb.
- R. alutaceum var. russotinctum (Balf. f. & Forrest) D.F. Chamb.

Sinonimia
var. alutaceum
- Rhododendron globigerum Balf. f. & Forrest
- Rhododendron roxieanum var. globigerum (Balf. f. & Forrest) D.F. Chamb.

var. iodes (Balf. f. & Forrest) D.F. Chamb.
- Rhododendron iodes Balf. f. & Forrest

var. russotinctum (Balf. f. & Forrest) D.F. Chamb.
- Rhododendron russotinctum Balf. f. & Forrest
- Rhododendron triplonaevium Balf. f. & Forrest
- Rhododendron tritifolium Balf. f. & Forrest[3]